# آلی کسکیتالو
آلی کسکیتالو (انگلیسی: Aili Keskitalo؛ زادهٔ ۲۹ اکتبر ۱۹۶۸) سیاست‌مدار اهل نروژ است.